# گادهارا
گادهارا (به انگلیسی: Godhra) یک شهرک در هند است که در Godhra Taluka واقع شده‌است. گادهارا ۱۴۳٬۶۴۴ نفر جمعیت دارد و ۷۳ متر بالاتر از سطح دریا واقع شده‌است.